# Echinaster reticulatus
Echinaster reticulatus är en sjöstjärneart som beskrevs av Hubert Lyman Clark 1923. Echinaster reticulatus ingår i släktet Echinaster och familjen krullsjöstjärnor. Inga underarter finns listade i Catalogue of Life.